# 二人歩記
「二人歩記」（ふたりあるき）は、日本のミュージシャンである長渕剛の8枚目のシングル曲である。
1981年10月21日に東芝EMIのエキスプレスレーベルからリリースされた。作詞・作曲およびプロデュースは長渕、編曲は徳武弘文および瀬尾一三が担当している。
後に結婚する事となる石野真子との関係を題材とした曲であり、アコースティック・ギターを主体としたフォークバラードとなっている。アルバム『Bye Bye』（1981年）からのリカットであるが、本曲の初出はライブアルバム『長渕剛LIVE』（1981年）のライブバージョンとなる。
オリコンチャートでは最高位55位となった。アルバム『Bye Bye』以外にベスト・アルバム『FROM T.N.』（1983年）、『SINGLES Vol.1 (1978〜1982)』（1997年）に収録された。

## 音楽性
同年8月に結婚した前妻の石野真子との関係を歌った曲である。出会いのきっかけは、長渕が当時ラジオ番組『オールナイトニッポン』（1967年 - 、ニッポン放送）の2部のディスクジョッキーを担当していた際に、番組のディレクターに頼んでゲスト出演を依頼したことによる。
周りの喧騒によってうまくいかない恋愛を歌った曲である。当時交際が発覚したことにより、マスコミに追われる日々が続いたことから、引越しによって新天地を求める描写がある。また、長渕はマスコミに人格を否定するようなことを書かれたことに対して怒りを露わにしている。アルバム『Bye Bye』において、その事を題材にした「賞金めあての宝さがし」という曲を収録している。
音楽情報サイト『CDジャーナル』では、「石野真子との結婚が決まった際の心境がテーマ」、「伸びやかかつ朗らかなヴォーカルとシンプルなギター・サウンドが響く素朴なフォーク・サウンドから一転、突如ストリングスが入りドラマティックな展開をみせるナンバー」と表記されている。

## リリース
1981年10月21日に東芝EMIのエキスプレスレーベルよりリリースされた。
アルバム『Bye Bye』（1981年）からのシングルカットであるが、若干リミックスされている。また、『Bye Bye』より以前にリリースされたライブアルバム『長渕剛LIVE』（1981年）にも収録されている。
B面曲「少しだけほほえみが」は、オリジナルアルバム未収録となった。

## 批評
| 専門評論家によるレビュー | 専門評論家によるレビュー |
| レビュー・スコア         | レビュー・スコア         |
| 出典                     | 評価                     |
| ------------------------ | ------------------------ |
| CDジャーナル             | 肯定的                   |

音楽情報サイト『CDジャーナル』では、「適度に個性の出た歌唱と純粋な歌詞、美しいストリングスなどが絶妙に重なりあった完成度の高い1曲」、「引越しをする男が語る、新たな人生を歩む決意に身が引き締まる思いだ」と評されている。

## チャート成績
オリコンチャートでは最高位55位、登場回数7回となり、売り上げ枚数は2.3万枚となった。

## ライブ・パフォーマンス
ライブ・アルバム『長渕剛LIVE』（1981年）に収録されているが、後にライブで演奏される事はなかった。しかし、2009年11月30日に大宮ソニックシティで開催された「Tsuyoshi Nagabuchi Acoustic Live 30th Anniversary」にて久しぶりに演奏され、その後も2013年のライブツアー「TOUR 2013 THANK YOU! for Fanclub Members」や2015年のライブツアー「HALL TOUR 2015 "ROAD TO FUJI"」、2017年9月5日の単独公演「TSUYOSHI NAGABUCHI PREMIUM BIRTHDAY LIVE AT OSAKA-JO HALL」において演奏された。

## シングル収録曲
| 全作詞・作曲: 長渕剛。 |                                               |           |            |                    |      |
| #                      | タイトル                                      | 作詞      | 作曲・編曲 | 編曲               | 時間 |
| 1.                     | 「二人歩記」(FUTARI ARUKI)                    | 長渕剛    | 長渕剛     | 徳武弘文、瀬尾一三 | 4:46 |
| 2.                     | 「少しだけほほえみが」(SUKOSHIDAKE HOHOEMIGA) | 長渕剛    | 長渕剛     | 長渕剛             | 3:43 |
| 合計時間:              | 合計時間:                                     | 合計時間: | 8:29       |                    |      |

## 収録アルバム
スタジオ音源
- 『FROM T.N.』（1983年）
- 『SINGLES Vol.1 (1978〜1982)』（1997年）

ライブ音源
- 『長渕剛LIVE』（1981年）